# Tim Palmer (musicien)
Pour les articles homonymes, voir Palmer (patronyme).
Tim Palmer (né le 4 octobre 1962) est un producteur de musique britannique.  Il a notamment travaillé avec U2, Ozzy Osbourne, Tears For Fears, The Mission, Mighty Lemon Drops, Gene Loves Jezebel, Pearl Jam, Tin Machine, HIM, Blue October, Jason Mraz, The Polyphonic Spree, The House of Love, Texas, Tarja Turunen et The Cure.

## Biographie
Palmer est actif depuis le début des années 1980.